# 다이샤정
다이샤정(大社町)은 시마네현의 동해에 접했던 정이며 히카와군에 속했다. 2005년 3월 22일, 이즈모시, 히라타시, 다키정, 고료정, 사다정과 합병해 새로운 이즈모시의 일부가 되었다.

## 역사
- 1925년 4월 1일 - 기즈키정,  기즈키촌이 합병해 다이샤정이 성립하였다.
- 1951년 4월 1일 - 아라키촌, 히노미사키촌, 우사기촌, 요간촌과 합병해 새로운 다이샤정이 성립하였다.
- 2005년 3월 22일 - 이즈모시, 히라타시, 다키정, 고료정, 사다정과 합병해 새로운 이즈모시가 성립하였다. 동일 다이샤정은 폐지되었다.

## 교통

### 철도
- 이치바타 전차
  - 다이샤 선

### 도로
- 국도 제431호선 (일본)(일본어판)